# Hirkan II.
Hirkan  II. (hebrejsko הורקנוס השני [Hirkan II]) je bil judovski vrhovni svečenik in leta 67 pr. n. št. kralj judejskega Hasmonejskega kraljestva, * okrog 110 pr. n. št., † 30 pr. n. št..

## Prihod na prestol
Hirkan je bil najstarejši sin kralja in vrhovnega svečenika Aleksandra Janeja in Salome Aleksandre. Po Aleksandrovi smrti leta 76 pr. n. št. je judejski prestol nasledila njegova vdova in za vrhovnega svečenika imenovala sina Hirkana. Ko je Saloma leta 67 pr. n. št. umrla, je Hirkan postal tudi zakoniti naslednik judejskega prestola. 
Hirkan je imel enake verske nazore kot njegova mati in je bil naklonjen farizejem. Oče Aleksander Janej je v nasprotju z njim podpiral saduceje.

## Odstavitev
Hirkan je vladal komaj tri mesece, ko se mu je njegov mlajši brat Aristobul II. uprl in ga napadel z vojsko najemnikov in svojih pristašev. Brata sta se spopadla v bitki pri Jerihu, v kateri je mnogo Hirkanovih vojakov prešlo na Aristobulovo stran in pripomoglo k njegovi zmagi.
Hirkan se je umaknil v jeruzalemsko citadelo, po Aristobulovi osvojitvi jeruzalemskega templja pa se je moral vdati. Brata sta sklenila mirovno pogodbo, po kateri je moral Hirkan odpovedati prestolu in položaju visokega svečenika, vendar je še vedno prejemal svečeniške dohodke.

## Zavezništvo z Nabatejci
Sporazum med bratoma ni trajala dolgo, ker se je Hirkan ustrašil, da Aristobul načrtuje njegov umor. Njegov strah je spodbujal njegov svetovalec Antipater Indumejec, za katerega Jožef Flavij trdi, da je sam poskušal zavladati v Judeji in je zato na prestol posadil šibkega Hirkama. Hirkan je pobegnil k nabatejskemu kralju Aretu III., katerega je Antipater podkupil z obljubo, da mu bo vrnil arabska mesta, ki so mu jih vzeli Hasmonejci.
Nabatejci so se z vojsko 50.000 mož odpravili proti Jeruzalemu in ga nekaj mesecev oblegali. Med obleganjem so Hirkanovi privrženci kamenjali pobožnega učenjaka Honija Ha Magela, ki je odklonil moliti za smrt njihovih nasprotnikov. Mnogo Judov je še bolj razjezila prodaja žrtvenega jagnjeta, ker so oblegancem za ogromno vsoto tisoč drahem namesto jagnjeta dostavili prašiča. Prašič med Judi velja za nečisto žival in zato neprimerno za žrtvovanje. 

## Rimska intervencija
Med državljansko vojno med bratoma je rimski general Gnej Pompej Veliki porazil Pontsko kraljestvo in Selevkide in poslal Marku Emiliju Skavra, da prevzame oblast v selevkidski Siriji. 
Ker so bili Hasmonejci rimski zavezniki, sta se oba brata pritožila Skavru in ga poskušala z darili in obljubami dobiti na svojo stran. Skavr se je po prejemu 400 talentov (2,4 milijona drahem) odločil za Aristobula in ukazal generalu Aretu, naj umakne svojo vojsko. Med njegovim umikom je Aristubul zdrobil nabatejsko vojsko, Skaver pa se je vrnil v Damask.
Ko je leta 63 pr. n. št. v Sirijo prišel Pompej, je nameraval odstaviti Hasmonejsko dinastijo. Oba brata sta k njemu poslala svoji delegaciji, ki sta ga prepričali, da je svojo dokončno odločitev za nekaj časa odložil. Nazadnje se je odločil, da na prestolu obdrži Hirkana II., za katerega je menil, da bo kot starejši in šibkejši brat bolj zanesljiv zaveznik Rimskega imperija.
Aristobul Pompeju ni zaupal. Zabarikadiral se je v trdnjavo Aleksandrijon, ko so Rimljani začeli zbirati vojsko pa se je vdal in jim prepustil Jeruzalem. Ker mnogo njegovih pristašev ni hotelo odpreti mestnih vrat, so Rimljani začeli oblegati mesto in ga nazadnje osvojili na silo. Mesto so opustošili in porušili tempelj. Hirkanu so vrnili položaj vrhovnega svečenika, vendar so mu hkrati odvzeli vso politično oblast.

## Vrnitev na prestol
Hirkan je ponovno dobil položaj vrhovnega  svečenika, kraljevega pa ne. Politično oblast so prevzeli Rimljani, katerih interese je zastopal Antipater, njega pa so zanimali predvsem interesi njegove lastne hiše. Leta 47 pr. n. št. je Julij Cezar Hirkana imenoval za  etnarha in mu s tem vrnil nekaj oblasti. Imenovanje je imelo majhen praktičen učinek, ker je Hirkan vse posle prepustil Antipatru.

## Izgnanstvo
Leta 40 pr. n. št. se je Aristobulov sin Antigon Matatija povezal s Parti in se razglasil za kralja in vrhovnega svečenika. Hirkana je ujel in pohabil njegova ušesa, Jožef Flavij trdi, da mu jih je odrezal, in ga naredil za vedno neprimernega za svečenika.  Hirkana je zatem odpeljal v Babilonijo, kjer je štiri leta živel med babilonskimi Judi in užival njihovo globoko spoštovanje. 

## Vrnitev v Jeruzalem in smrt
Leta 36 pr. n. št. je Herod I. z rimsko pomočjo premagal Antigona in se zatem zbal, da se bo Hirkan s partsko pomočjo vrnil na prestol. Hirkana je zato povabil v Jeruzalem, kjer mu je v znak spoštovanja dodelil častno mesto pri svojem omizju in položaj predsednika državnega sveta. Leta 30 pr. n. št. ga je kljub temu obtožil, da z Nabatejci kuje zaroto, in ga je obsodil na smrt.

### Primarna vira
- Jožef Flavij,  Judovske starine, XIV, 5-13.
- Jožef Flavij,  Judovske vojne, I, 8-13.

### Sekundarni viri
- Jewish Encyclopedia, 1901–1906, ki je v javni lasti.
- Heinrich Ewald, Geschichte des Volkes Israel, IV, str. 524.
- Heinrich Graetz, History of the Jews, III, str. 167.
- Emil Schürer, Geschichte des judischen Volks im Zeitalter Jesu Christi, I, str. 338.

| Hirkan II. Hasmonejska dinastijaRojen: okrog 110 pr. n. št. Umrl: 30 pr. n. št. |                                                         |                          |
| Predhodnik: Aleksander Janej                                                    | veliki svečenik Jeruzalema 76 pr. n. št.– 66 pr. n. št. | Naslednik: Aristobul II. |
| Predhodnik: Saloma Aleksandra                                                   | kraljica Judeje 67 pr. n. št.– 66 pr. n. št.            | Naslednik: Aristobul II. |
| Predhodnik: Aristobul II.                                                       | kralj Judeje 63 pr. n. št.– 40 pr. n. št.               | Naslednik: Antigon       |
| Predhodnik: Aristobul II.                                                       | vrhovni svečenik Judeje 63 pr. n. št.– 40 pr. n. št.    | Naslednik: Antigon       |